# Brodric Thomas
Brodric Thomas, né le 28 janvier 1997 à Bolingbrook dans l'Illinois, est un joueur américain de basket-ball évoluant au poste d'arrière.

## Biographie
Lors de la draft 2020, il est n'est pas sélectionné.
Le 20 décembre 2020, il signe un contrat two-way en faveur des Rockets de Houston. Le 13 février 2021, il est coupé.
Le 24 février 2021, il signe un contrat two-way en faveur des Cavaliers de Cleveland.
Le 18 octobre 2021, il signe aux Celtics de Boston via un contrat two-way.

## Palmarès

### Universitaire
- GLVC Player of the Year (2020)
- 3× First-team All-GLVC (2018–2020)
- GLVC Tournament MVP (2020)